# Rebeca Allen
Rebecca Allen és una reconeguda artista internacional inspirada per l'estètica del moviment, l'estudi del comportament i les potencialitats de la tecnologia avençada. Actualment, és catedràtica i professora de la UCLA Design Media Arts. Des de 2008 fins a 2011 va ser directora del Nokia Research Center Hollywood, on va dissenyar i construir, juntament amb el seu equip, prototipus de la pròxima generació d'experiències mòbils, dispositius portàtils i interfícies innovadores. En 2010 va obtener el títol a la Fast Company’s 100 Most Creative People in Business I va estar premiada amb un Emmy al Outstanding Individual Achievement in Design.